# Bertram Turetzky
Bertram Turetzky (Norwich (Connecticut), 14 februari 1933) is een Amerikaanse contrabassist, virtuoos, muziekpedagoog, componist en improvisator. Turetzky wordt beschouwd als een van de sleutelfiguren in de herontdekking van de contrabas als solo-instrument in klassieke muziek. Hij werkt in een breed scala aan genres, van renaissance- en barokmuziek tot Weense klassieke en nieuwe muziek tot klezmer, wereldmuziek en jazz.

## Biografie
Turetzky groeide op in Connecticut. Hij was aanvankelijk enthousiast over jazz en studeerde muziekgeschiedenis tot de master aan de University of Hartford, waar hij ook in het symfonieorkest speelde en een assistent-hoogleraarschap bekleedde. In 1964 bracht hij zijn eerste album uit, waarop hij werken van de Amerikaanse componisten George Perle, Edgard Varèse, Donald Martino, Kenneth Gabburo, Ben Johnston en Charles Whittenburg vertolkte. Als virtuoos verscheen hij ook op de concertpodia van de Verenigde Staten, Latijns-Amerika, Europa en Australië, van het symfonische kader tot het soloconcert. Sinds 1955 zijn talloze composities voor contrabas aan hem opgedragen, bijvoorbeeld door Iannis Xenakis, Donald Erb of Michael Finnissy. Hij ontving prijzen voor zijn eigen composities, die zich ook richten op de contrabas.
Hij werkte ook met Charles Mingus (voor zijn eigen album New Music for Contrabass, 1976). In de afgelopen jaren heeft hij een aantal opnamen uitgebracht met moderne creatieve en ïmproviserende muzikanten zoals George Lewis, Vinny Golia en Wadada Leo Smith, maar ook met zijn vrouw, de fluitiste Nancy Turetzky. Op de Total Music Meeting in 2003 trad hij op met Richard Teitelbaum en Anne LeBaron.
Turetzky doceerde als universitair professor aan de University of California in San Diego (Californië). Zijn studenten zijn onder meer Mark Dresser (die momenteel hoogleraar is), Mario Pavone en Karl E.H. Seigfried.
Turetzky is de auteur van het standaardwerk The Contemporary Contrabass en co-editor van de boekenreeks The New Instrumentation. Hij schreef ook een inleiding op de autobiografie van Pops Foster.

## Discografie
- 1964: Contrabassist Advance FGR-1
- 1966: The Virtuoso Double Bass, Medea Records
- 1969: The New World of Sound, Ars Nova
- 1969-1970: The Contemporary Contrabass (muziek van John Cage, Ben Johnson en Pauline Oliveros), Nonesuch Records
- 1975: Dragonetti Lives, Takoma Records
- 1982: A Different View, Folkways Records
- 1990: Bertram Turetzky/Vinny Golia Intersections 9 Winds Label
- 1992: Second Avenue Klezmer Ensemble, Traditions and Transitions Second Avenue
- 1993: Compositions and Improvisations 9 Winds Records
- 1993: Pacific Parable, Orphan Records
- 1997: Wadada Leo Smith, Vinny Golia, Bertram Turetzky Prataxis 9 Winds Records
- 1998: George E. Lewis, Bertram Turetzky Conversations Incus Records
- 1998: Barre Phillips/ Bertram Turetzky/ Vinny Golia Trignition 9 Winds Records
- 2000: Bertram Turetzky/Mike Wofford Transition & Transformation, mit George Lewis, Glen Campell, Mary Lindblom, Lorie Kirkell, Kristin Korb, Nine Winds Records
- 2007: Bertram Turetzky/Damon Smith Thougtbeetle BPA
- 2011: Bertram & Nancy Turetzky Spirit Song: Music for Contrabass & Flute Imaginary Chicago Records

- Bibsys: 7072767
- Bibliothèque nationale de France: cb127651727 (data)
- CiNii: DA12132993
- Gemeinsame Normdatei: 1089840772
- International Standard Name Identifier: 0000 0000 8130 4313
- Library of Congress Control Number: n82145561
- MusicBrainz: ff9b159b-c3eb-4d54-847c-1b5b26084873
- Nationale bibliotheek van Australië: 35558193
- Nationale Bibliotheek van Israël: 987007283520205171
- Nederlandse Thesaurus van Auteursnamen: 073919608
- SNAC: w64f5v2p
- Système universitaire de documentation: 252683897
- Trove: 995367
- Virtual International Authority File: 51816655
- WorldCat: E39PBJwHgCrK6PXFRjTmjyDXh3